# Salem Falls
Salem Falls is een Amerikaanse televisiefilm van Lifetime Television uit 2011. De film is gebaseerd op een gelijknamig boek van Jodi Picoult, werd geregisseerd door Bradley Walsh en heeft James Van Der Beek en Sarah Carter in de hoofdrollen.

## Verhaal
Op een nacht belandt leraar Jack, die onderweg is naar Californië, in Salem Falls in de berm bij het ontwijken van een oude dronkaard. Als diens dochter Addie hem de volgende dag komt afhalen bij het politiebureau nodigt ze Jack uit om bij hen te logeren tot zijn wagen hersteld is. Jack en Addie kunnen het goed met elkaar vinden en hij helpt haar in haar taverne. Hij besluit dan ook voorlopig in Salem Falls te blijven.
De rijkeluisdochter Gillian krijgt echter een oogje op Jack en probeert met wiccaspreuken hem voor haar te doen vallen. Jack wil niets met haar te maken hebben. Hij sleept een duister geheim mee, hij heeft acht maanden achter de tralies gezeten voor de vermeende verkrachting van een meisje op de school waar hij werkte. Hij moet zich verplicht bij de politie aanmelden als zedendelinquent en die politie licht de lokale "grote man" en vader van Gillian in. Die wil Jack koste wat kost weg uit Salem Falls en roept een dorpsvergadering bijeen.
Ondertussen wordt Addie zelf ingelicht door politieagent Jorden, die een boontje voor haar heeft. Hoewel ze eerst verafschuwd is, gelooft ze in Jacks onschuld en vertelt hem dat ze vroeger zelf verkracht is geweest. Gillian wil hem echter koste wat kost in haar macht krijgen en besluit 's nachts een ritueel te houden in het bos. Diezelfde nacht keert Jack na een avondje drinken met Addies vader door het bos naar huis. Daar stoot hij op een naakt dansende Gillian en haar vriendinnen.
Gillians vader is intussen op zoek naar haar en vindt haar huilend terug. Ze beweert door Jack te zijn verkracht en naast de getuigenissen van Gillians twee vriendinnen zijn er ook bewijzen die op verkrachting wijzen. Jack wordt de volgende ochtend dan ook opgepakt, waarna Addie niets meer van hem wil weten. Haar vader overtuigt haar dieper te graven en ze gaat naar de school waar Jack vroeger werkte. Daar ontdekt ze dat het slachtoffer van destijds had gelogen en dat Jack dus werkelijk onschuldig is.
Terug in Salem Falls vindt ze bewijzen van Gillians obsessie en confronteert haar ermee. Ze vertelt Gillian dat diens vader haar vroeger verkrachtte en oppert dat deze ook regelmatig aan zijn dochter zit. Gillian zwicht en stapt met Addie naar de politie om de waarheid te vertellen. Gillians vader wordt opgepakt en Jack wordt, opgewacht door Addie en haar vader, vrijgelaten.

## Rolverdeling
| Acteur             | Personage      | Opmerkingen                                          |
| ------------------ | -------------- | ---------------------------------------------------- |
| James Van Der Beek | Jack St. Bride | Protagonist                                          |
| Sarah Carter       | Addie Peabody  | Jacks nieuwe liefde                                  |
| AJ Michalka        | Gillian Duncan | Rijkeluismeisje dat haar zinnen op Jack heeft gezet. |
| Rick Roberts       | Mr. Duncan     | Gillians vader                                       |
| Peter MacNeill     | Mr. Peabody    | Addies vader                                         |
| James Thomas       | Jordan McAfee  | Politieagent met een boontje voor Addie.             |
| Allie MacDonald    | Megan Saxton   | Vriendin van Gillian                                 |
| Zoë Belkin         | Chelsea        | Vriendin van Gillian                                 |
| Thomas Mitchel     | Mr Mitchell    | Politiechef                                          |
| Kiana Madeira      | Isobel         |                                                      |